# Măgura (Bacău)
Măgura é uma comuna romena localizada no distrito de Bacău, na região de Moldávia. A comuna possui uma área de 13.55 km² e sua população era de 4475 habitantes segundo o censo de 2007.